# Ferdinand Zellbell (der Jüngere)
Ferdinand Zellbell der Jüngere (* 3. September 1719 in Stockholm; † 21. April 1780 ebenda) war ein schwedischer Organist und Komponist.
Zellbell erhielt ersten Unterricht bei seinem Vater Ferdinand Zellbell und bei Johan Helmich Roman. In Hamburg studierte er bei Georg Philipp Telemann. Er folgte seinem Vater 1751 als Hofkapellmeister und 1753 als Organist der Storkyrkan in Stockholm nach. 1772 bis 1774 leitete er die Königlich Schwedische Musikakademie.
Zellbell komponierte eine Oper, das Opernballett Sveas högtid, Kantaten, vier Sinfonien und Instrumentalkonzerte. In seinen Werken ist allenthalben der Einfluss Telemanns spürbar.